# Dominique Youfeigane
Dominique Youfeigane, né le 7 février 2000 à Saint-Maurice, est un footballeur centrafricain qui évolue au poste de gardien de but.

## Biographie

### Débuts et formation
Dominique Youfeigane, né le 7 février 2000 à Saint-Maurice, commence le football en France au Champigny FC 94. Il s'engage en 2015 à l'EA Guingamp, où il évolue dans un premier temps avec les équipes jeunes du club guigampais jusqu'à arriver avec l'équipe réserve avec laquelle il dispute notamment un total de 28 matchs pour 7 cleans sheets en National 3 et en National 2 durant 5 saisons. 

### EA Guimgamp
Le 4 juin 2020, Dominique Youfeigane signe son premier contrat professionnel avec l'EA Guingamp où il paraphe un contrat allant jusqu'en 2023.
Il fait ses débuts professionnels pour Guimgamp, le 13 novembre 2021, lors du 7e tour de Coupe de France contre l'US Liffré (victoire 8-0).

### FC Lorient
Le 24 juin 2022, Dominique Youfeigane s'engage libremement avec le FC Lorient pendant une saison.
Il effectuera pas de match avec l'équipe première mais 2 matchs avec l'équipe réserve pour 1 clean sheet. 

### Manchester 62 FC
Le 19 août 2024, Dominique Youfeigane s'engage libremement avec Manchester 62 FC.
Il fait ses débuts pour le Manchester 62 FC, le 23 aout 2024, lors de la  2e journée de Gibraltar Football League contre le FC Bruno's Magpies (victoire 2-1).
Le 26 octobre 2024, lors de la 9e journée de Gibraltar Football League contre le Glacis United, Dominique Youfeigane effectue son premier clean sheet avec le Manchester 62 FC (victoire 2-0).

### Parcours en sélection
Dominique Youfeigane est international junior français et international centrafricaine ayant joué pour le France -18 ans, France -19 ans depuis l'année 2018 jusqu'à 2019. Le 17 mars 2023, Dominique Youfeigane est sélectionnée dans la liste de la République centrafricaine par Raoul Savoy,.